# Eois odatis
Eois odatis là một loài bướm đêm trong họ Geometridae.